# Krásná mlynářka

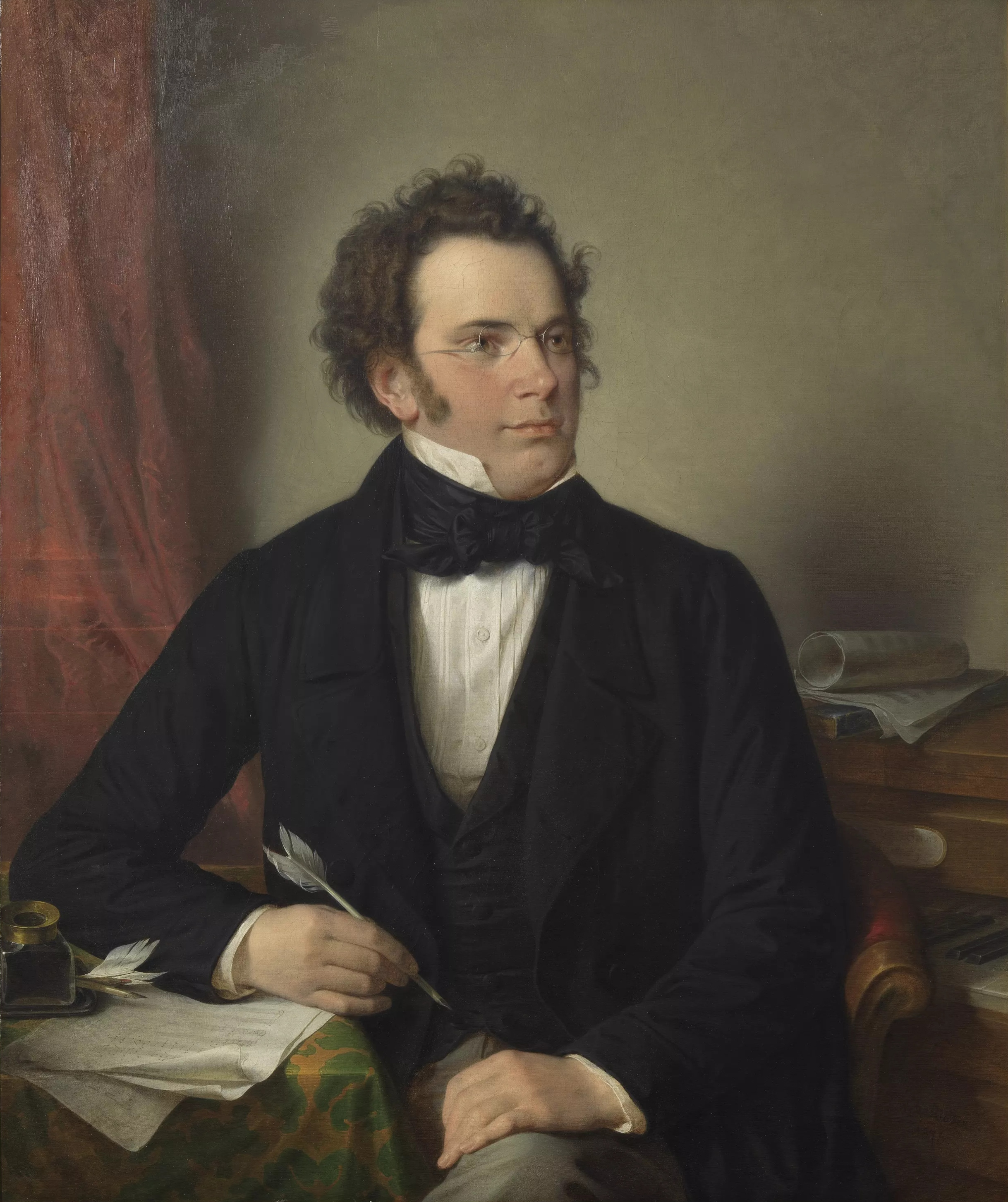
Schubert na Riederově obrazu z roku 1875 podle vzoru z r. 1825

Krásná mlynářka (německy Die schöne Müllerin, někdy v češtině uváděn pod názvem Spanilá mlynářka) je písňový cyklus pro hlas a klavír Franze Schuberta z roku 1823 na básně Wilhelma Müllera z roku 1821. Schubert zhudebnil 20 z celkového počtu 25 básní. Cyklus byl vydán jako Op. 89, v Deutschově seznamu Schubertových děl má číslo 795.

## Vznik díla

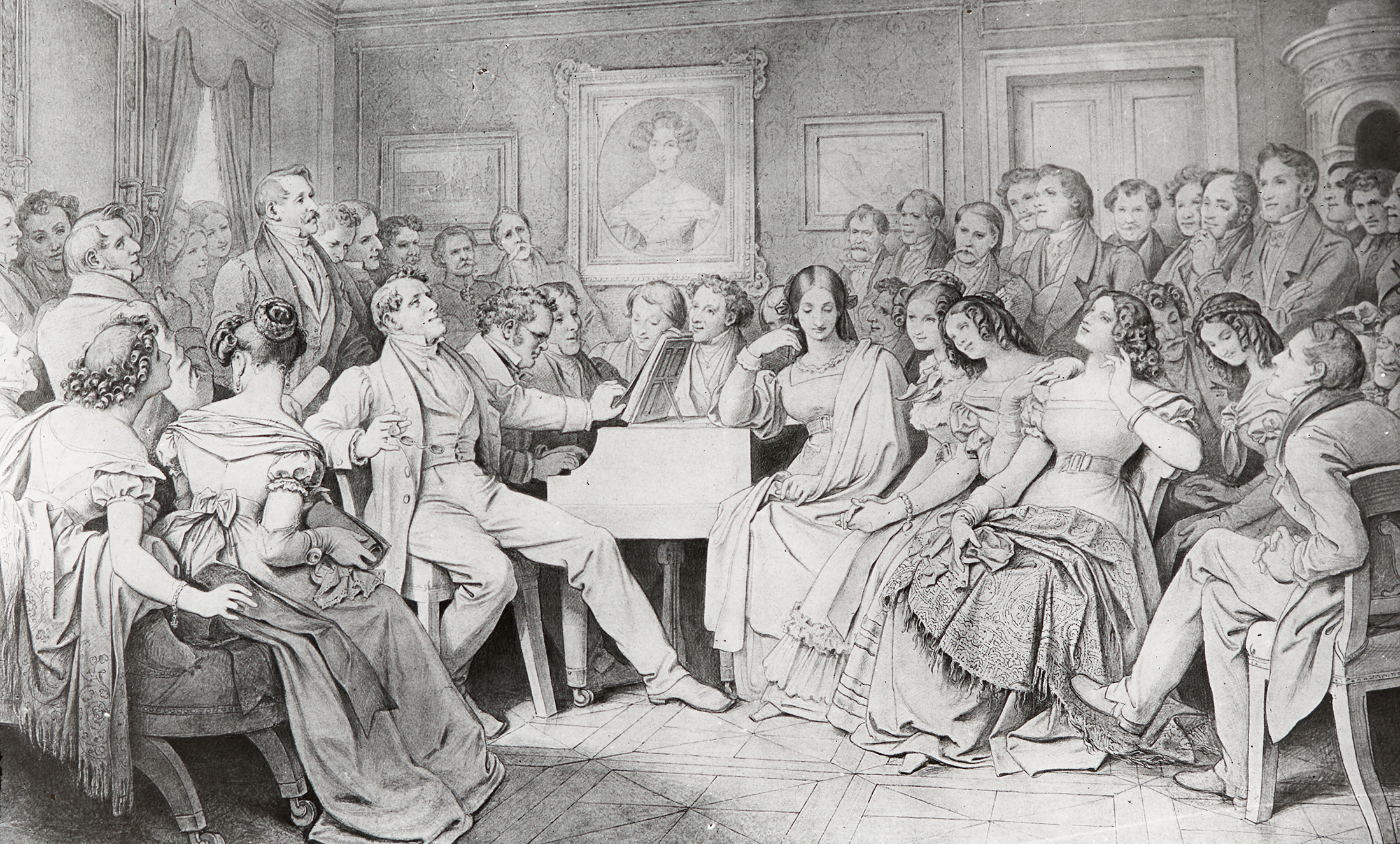
Schubertův večer u Josefa von Spaun, Carl von Schönstein a Johann Michael Vogl provádějí Schubertovy písně za doprovodu autora.

Cyklus vznikl v době, kdy Schubert již trpěl nevyléčitelnou pohlavní nemocí (patrně syfilis) a tušil že se blíží jeho smrt. Data vzniku písní nejsou známa, předpokládá se, že cyklus vznikal od října 1823. Podle svědectví Franze von Hartmann ale byly některé písně cyklu uvedeny již v Linci, 28. července 1823 v podání Johanna Michaela Vogla. Dílo vyšlo tiskem v pěti sešitech ve vydavatelství Sauer & Leidesdorf, a bylo dedikováno Karlu, svobodnému pánu ze Schönsteinu. Sešit s prvními čtyřmi písněmi byl ohlášen 17. února 1824, písně 5-9 byly ohlášeny dne 24. března 1824. Zbylé části byly ohlášeny až 12. srpna 1824. Sešity měly být ilustrovány Moritzem von Schwindem (1804-71) ale nakonec vyšly bez těchto ilustrací. Vydání ale nemělo k Schubertově zklamání žádný větší ohlas. Velkou popularitu si cyklus získal až po jeho smrti.

## Obsah
Cyklus Krásná mlynářka obsahuje 20 písní na texty básní Wilhelma Müllera:
1. Das Wandern (Toulka) – Mässig geschwind, 2/4, B dur
2. Wohin (Kam?) – Mäβig, 2/4, G dur
3. Halt (Stát!) – Nicht zu geschwind, 6/8, C dur
4. Danksagung an den Bach (Poděkování potoku) – Etwas langsam, 2/4, G dur (původně F dur)
5. Am Feierabend (Večer po práci) – Ziemlich geschwind, 6/8, a moll
6. Der Neugierige (Zvědavý) - Langsam, 2/4, H dur
7. Ungeduld (Netrpělivost) - Etwas geschwind (v kopii rukopisu – Lebhaft), 3/4, A dur (původně F dur)
8. Morgengruss (Ranní pozdravení) – Mäβig, 3/4, C dur
9. Des Müllers Blumen (Mlynářovo kvítí) - Mäβig, 6/8, A dur (orig. G dur)
10. Tränenregen (Déšť slzí) – Ziemlich langsam, 6/8, A dur
11. Mein! (Má!) – Mäβig geschwind, alla breve, D dur
12. Pause (Odmlčení) – Ziemlich geschwind, 4/4, B dur
13. Mit dem grünen Lautenbande (Se zelenou stuhou loutny) - Mäβig, 2/4, B dur
14. Der Jäger (Lovec) – Mäβig, 2/4, B dur
15. Eifersucht und Stolz (Žárlivost a hrdost) – Geschwind, 2/4, g moll – G dur
16. Die liebe Farbe (Milá barva) – Etwas langsam, 2/4, h moll
17. Die böse Farbe (Zlá barva) – Ziemlich geschwind, 2/4, H dur – h moll
18. Trockne Blumen (Zvadlé květy) – Ziemlich langsam, 2/4, e moll - E dur
19. Der Müller und der Bach (Mlynář a potok) – Mäβig, 3/8, G dur – moll – dur
20. Des Baches Wiegenlied (Ukolébavka potoka) – Mäβig, alla breve, E dur

Z původního básnického cyklu Schubert vypustil pět básní:
1. Der Dichter, als Prolog (Básník, jako Prolog) - v básnické sbírce před skladbou 1
2. Das Mühlenleben (Život ve mlýně) - v básnické sbírce mezi skladbami 6 a 7
3. Erster Schmerz, letzter Scherz (První bolest, poslední žert) - v básnické sbírce mezi 15 a 16
4. Blümlein Vergissmein (Malá za-pomněnka) - v básnické sbírce mezi 17 a 18
5. Der Dichter, als Epilog (Básník, jako Epilog) - v básnické sbírce za skladbou 20

Texty písní Schubert oproti originálu místy drobně upravil.

## Nahrávky
Cyklus je součástí repertoiru většiny pěvců, například:
- 1972 Dietrich Fischer-Dieskau (baryton), Gerald Moore (klavír)[2]
- 2009 Matthias Goerne (baryton), Christoph Eschenbach (klavír)[3]
- 2010 Jonas Kaufmann (tenor), Helmut Deutsch (klavír)[4]